# 斎女伝説クラダルマ
『斎女伝説クラダルマ』（ときめでんせつクラダルマ）は、柴田昌弘による日本の漫画作品。青年漫画雑誌『ヤングキング』（少年画報社）に連載された。
コミックスはヒットコミックス（少年画報社）から全18巻。文庫版が少年画報社文庫（少年画報社）から全12巻。

## 概要
20世紀末の日本を中心に、ヒンドゥー教の神の化身である主人公たちが世界の命運をかけて戦う姿を描く。性交を秘儀とする宗教同士の戦いを描いており、成年向け漫画ではないものの性交シーンが頻繁に描かれる。

## あらすじ

### 斎の章
番組制作プロダクションでアルバイトをする久慈将介は、ある日バイト中のハプニングから正気を失い獣人化し始めるが、1人の美少女によって人間に戻り正気を取り戻す。彼女の名前は由麻。古代より裏社会から日本を支えてきた巫女集団「斎女衆」の総領である彼女は、掟を破って山を降り、ある条件を備えた男性を探し求めていた。
将介は正気を取り戻した副作用として、由麻の作った食事以外受け付けなくなり、2人は同居を始めるが……2人の出会いこそ、破滅に導かれる世界を救うための戦いの始まりだった。

### 外伝
乾闥婆襲面 さよならホクト
『ヤングキング クラダルマ増刊号』（1990年8月18日号）掲載。YKコミックス3巻収録。
八部の1人、乾闥婆が面を授かるまでを描く。
ラージャの宝玉
『ヤングキング』1991年1号から3号に掲載。YKコミックス6巻収録。
ヒューバート・リッツェンがカーリン・アトラッシュ（後のシンシア）と出会い、大主教（ラージャ）となるまでを描く。
斎女･日向紋
『ヤングキング』1991年17号に掲載。YKコミックス5巻収録。
京都を訪れた将介、由麻、祐二は庚申待にまつわる騒動に巻き込まれる。
ターラカの娘
『ヤングキング』1992年2号に掲載。YKコミックス6巻収録。
将介が女性アレルギーとなった原因を描く。
FETUS -生まれくる者-
『ヤングキング』1992年18号に掲載。YKコミックス9巻収録。
将介の誕生を描く。
半面の守護神
『ヤングキング』1993年1号から4号に掲載。YKコミックス10巻収録。
半面を与えられた八部の摩睺羅伽と、彼が指導していた下位の斎女ひびきとの騒動を描く。斎女の設定等も解説されている。
雁渡
『ヤングキングアワーズ』1993年創刊号と2号に掲載。YKコミックス12巻収録。
一卵性双生児の弟として生まれた寥（りょう）は、年上の兄、双子の兄が八部となっているのに、まだ修行中であった。しかし、それは強いコンプレックスのために実力を発揮できないためであった。双子の兄・夜叉が裏切り者の黒夜叉に倒されたのをきっかけに、寥の実力が発揮されるが、それは夜叉の術中でもあった。
ウサギ追うべからず
『ヤングキングアワーズ』1994年3号に掲載。YKコミックス13巻収録。
坂田兄妹が教団と関わり合いになる以前を描く。
陽炎 稲妻 水の月
『ヤングキングアワーズ』1994年4号から6号に掲載。

## 登場人物

### 主要人物
久慈将介（くじ しょうすけ）
本作の主人公。番組制作プロダクションでアルバイトをする大学浪人生で、性的なものを見たり連想すると便意を催すと言う特異体質の持ち主。シンシアと接触した際に潜在能力を呼び出された淫獣となりかけるも、由麻によって救われる。シャクティ教団のとの諍いの中で本格的に能力が開花し始めると化学物質過敏症となり、天然食材か由麻が調理した物以外受け付けられなくなる。
一見普通の人間のようだが、両親が特殊な状況の中で交わったため、生まれつき額に第三の目を持っている。その危険さを直感した父親により額の目を縫い塞がれ、本人は何も知らないまま普通の人間として育った。それでも幼少期には他心智通（テレパシー）で他者の秘密を暴いてしまったり、喧嘩っ早い問題児だった。
由麻が探し求める「魔醯首羅（まけいしゅら）」＝シヴァの神格が眠っており、単体では暴れて破壊を振りまく「畏怖神（バイラヴァ）」の顕現だが、妻であるパールヴァティーの転生体と結ばれることで絶大な力を発揮する。彼の特異体質も実は、神妃パールヴァティーとの性交を阻止するためにシャクティ教団が植えつけた呪いである。
ルヴァハ
将介の前世の1人。インドの行者。修行に入る際に妻との別れの証として両目をえぐり取った。
ウォーレン・ダンフリーズ
将介の前世の1人。19世紀のイギリス人。彼が出てくると将介は本場のキングス・イングリッシュを話すようになる。
ツォン=ソンツェン
将介の前世の1人。チベットの行者。生まれつき盲目だった。
櫟 重蔵
将介の前世の1人。江戸時代の浪人。剣術に関しても一角の使い手であり、将介は彼の記憶に従って剣を振るう。

由麻（ゆま）
本作のヒロイン。古代より裏社会から日本を支えてきた巫女集団「斎女衆」の総領。斎女衆の巫女として幼い頃から修行を積んでおり様々な術を使うものの、術の本質である性交は未経験であるため、まだ正式に跡を継いではいない。正式な総領となるために男性と性交する必要があるが、その相手を他者に定められるのを嫌がり、「魔醯首羅」の力を持つ男性を探すため、掟を破って山を降りた。
清楚で心優しく健気な少女。将介が「魔醯首羅」だと確信してからは、将介を一途に慕う。しかし料理は不得手で、将介の食事を作るようになって以降、炊事に慣れた将介の指導で徐々に上達していった。
「魔醯首羅」の妻である「明妃（みょうび）」＝パールヴァティーの神格を持ち、夫であるシヴァの力をコントロールする能力を持つ。
姓を持たないが、教団の影響下にある高校に学生として潜入した際には「斎（いつき）」姓を名乗った。

シンシア
現在人気上昇中の世界的歌手グループ「シャングリ・ラ」のリーダーである女性。その正体は、米国を拠点とし世界の破滅を目的とする宗教集団「シャクティ教団（日本では「黎明教団」と称している）」の幹部であり広告塔。
芸能人として陽気で愛想良く魅力的に振舞っているが、本質的にはプライドが高く他者を見下す傲慢な性格。現在は教団の力によって隠されているが、シャングリ・ラとしてデビューする以前は、ニューヨークでも評判の若き天才娼婦カーリン・アトラッシュとして知られていた。
殺戮の女神カーリーの神格を持つ。敵対宗教の幹部として、またシヴァの妻としての性質を持つカーリー神として、由麻に強い対抗心を抱き将介に執心する。教団トップであるラージャの「相方」ながら、似通った性質の神格を持つ将介の方が相性は上である事に気付き、将介に固執するが・・・。

大主教（ラージャ）
シンシアが属するシャクティ教団のトップ。シンシアの「相方」にして、シンシアの実父でもある。
元は米国の一大複合企業「リッツ社」の創業者ヒューバート・リッツェンで、クリシュナの予言を受けリッツ社を拡大し、その儲けをシャクティ教団に寄付することで両者の拡大を担った。その後、教団の広告塔となる「シャングリ・ラ」メンバーを探す中、「相方」であるシンシアとの性交を経て、ラージャとして覚醒しその姿も変貌を遂げた。
将介と同じくシヴァの神格を持ち、複数あるシヴァ神の側面のうち「舞踊王（ナタラージャ）」の相の顕現。その性質上、同一神格を持つ将介と接触すれば二重存在できず対消滅することになる。

クリシュナ
シャクティ教団の創始者であるインド系の老爺。ラージャに予言を与え導いてきた、導師（グル）と呼ばれる物語の黒幕的存在。

### シマ・プロダクションと関係者
嶋康大（しま こうだい）
本作の狂言回し。登場時はTV局のプロデューサーで、将介の上司でもある。シャクティ教団の真実を暴くためTV局を辞すと共にシマ・プロダクションを立ち上げ、将介と由麻をバックアップする。
かつて娼婦時代のシンシアについて嗅ぎまわる様な取材をしたことで、それを危険視したシャクティ教団によって妻を辱められた挙句に自殺に追いやられた過去があり、妻の仇となった教団に対し、強い復讐心を秘めていた。そのため教団に対する知識もある程度備えている。

嘉門祐二（かもん ゆうじ）
将介の親友で居候。軽薄で図太くかなりの女好きだが、危機的状況でも適切な判断を下せるほどの芯の強さを秘めた人物で、将介とは強い友情で結ばれており、最後まで将介の味方でい続けた。将介が由麻と関わるようになってから、将介のバックアップも兼ねシマ・プロダクションのメンバーとなる。

一瀬マリコ（いちのせ まりこ）
祐二の現在の彼女。明るくしっかり者で面倒見も良いが、性に奔放な面があり、祐二の浮気にも動じない。実は鎌倉に豪邸を構える実業家の娘。

釘崎義昭（くぎざき よしあき）、田垣豊（たがき ゆたか）
嶋をフォローするベテランスタッフ。釘崎がリポーターで、田垣がカメラマン。

土屋京子（つちや きょうこ）
女性リポーター。優しくさっぱりした気性のインテリ。将介たちをおびき出すためシャクティ教団に誘拐され、正気を失うほど淫獣たちに輪姦される。将介たちの手によって救出されたものの正気は取り戻せず、プロダクションを辞職した。物語終盤にも、富士山を撮影に来た父親と共に登場している。

太刀掛ノボル（たちがけ のぼる）
長髪でメガネの若きカメラマン。金持ちの子息らしいが詳細は不明。京子に好意を持っており、シャクティ教団に誘拐された京子を単身救出しようとして失敗し、淫獣にされて由麻らに襲いかかるように仕向けられたため、八部・夜叉に殺される。
相馬

フーコ

庄内エリカ（しょうない えりか）
突撃取材をモットーとする女性レポーター。初登場時はJBSテレビのレポーターとして将介たちと衝突したが、後にシャクティ教団への潜入取材メンバーに選ばれ、由麻の術によって教団の洗脳を逃れつつ、教団職員となる。

西部信之（にしべ のぶゆき）
潜入取材を得意とし神野とコンビを組むルポライター。サングラスにオールバックが特徴。年若いが戦場での取材経験もある猛者。シャクティ教団への潜入取材メンバーに選ばれ、由麻の術によって教団の洗脳を逃れつつ、教団職員となる。

神野紅輝（じんの こうき）
潜入取材を得意とし西部とコンビを組むカメラマン。ウェーブのかかった長髪が特徴。年若いが戦場での取材経験もある猛者。シャクティ教団への潜入取材メンバーに選ばれ、由麻の術によって教団の洗脳を逃れつつ、幹部候補にまで上り詰める。
実は念写能力者であり、脳内の「フィルム」に見たものを焼き付け、それを取材終了後にカメラへ念写することで、カメラ持ち込み不可の潜入取材を可能にしている。脳内の「フィルム」が限界を迎えたことで、教団から脱走する。

### 斎女衆
門跡
斎女衆のまとめ役である老女。門跡とは役職名であり本名は不明。最終戦のさなかに龍脈を鎮めるための人柱となる。
香織（かおり）
副総領であり由麻の「影」である少女。その役目上、由麻と同等の修行を受け斎女の中でも高い能力を持つ。「半面の守護神」では斎女の掟に忠実な八部衆や、一般人を修行のために犠牲にしたりする斎女の在り方に疑問を抱いている様子が見受けられたが、本編では特にそうした描写はなされなかった。
凪沙（なぎさ）、聖苑（みその）、茜（あかね）
由麻と同世代の斎女たちのうち、シャクティ教団へ潜入したメンバー。幹部候補としての試験を、偶然ながら神野や坂田ひとみと共に受け、聖苑は死亡。凪沙と茜はある使命を果たすと、居合わせた神野と共に教団から脱走する。
ひびき
外伝「半面の守護神」のみ登場。美貌で才気もあるが、他を見下す性格と慢心が災いして昇進試験で毎年不合格になっていた。門跡たちの会話を盗み聞きして出来の悪い女性たちが修行中の事故に見せかけてたびたび始末されること、さらに自分の名が処分対象として挙げられていた事を知り、助命のために申し立てをした摩睺羅伽に対しプライドを傷つけられたと逆恨みし、必滅の呪法を使って復讐を企てる。
八部衆
総領の一族で、総領を守る役目を担う男性たち。全員が面で素顔を隠した山伏の姿をしている。通常は女児しか生まれない斎女の里で、総領となる娘が生まれる予兆として生まれた男子であり、男子であることを捨てて総領を守ることが宿命づけられた存在である。
超常の能力を持つ羅刹（ラークシャサ）の血族である。各自が得意な能力は以下の通りだが、共通的な能力として超人的な身体能力や隠形の術（視覚で認識されないようする）といった能力がある。
乾闥婆（けんだっぱ）
縄を操る活縄術の使い手。
「外伝・乾闥婆襲面 さよならホクト」で面を授かる前、ホクトの名を持っていた頃の様子と先代の乾闥婆が描かれている。
鳩槃荼（くばんだ）
左手の指に蛸の吸盤のような器官を持ち、そこから精気を吸い取る能力を持つ。夜叉は双子の兄。双胎間輸血によって生まれつき発育が悪く、そこからくるコンプレックスもあって、長く八部としての覚醒が起こらなかった。八部の中では唯一の非童貞(?)。
緊那羅（きんなら）
幻術使い。初期に由麻を連れ帰ろうとし、将介と争い、敗れる。魔醯首羅を転生させないよう由麻を諫めて死亡。
阿修羅（あしゅら）
陰虎三尸虫（いんこさんしちゅう）と呼ばれる青古（せいこ）、白姑（はくこ）、血尸（けつし）といった自分の体内の陰のエネルギーを呼び出し、操ることができる。
夜叉（やしゃ）
「転宝輪」という巨大な車輪状の武器を用いる。投擲も可能。鳩槃荼は双子の弟だが、双胎間輸血によって生まれつき体格に優れる。
沙羯羅竜王（しゃがらりゅうおう）
水を操る能力を持つ。
帝釈天（たいしゃくてん）
鳩槃荼と共に八部となった（面を授かった）のが遅く、甘さを乾闥婆に責められることがある。
迦楼羅（かるら）
飛行を得意とし、巨大な鳥状のモノに変化する、または幻覚を見せることができる。
摩睺羅伽（まごらが）
外伝「半面の守護神」のみ登場。本編の開始時点では故人。八部としての力を持ちながら不治の病に侵されており、八部から退こうとした。それを聞いた由麻が八部の証である面を半分に割り役目を続けることを命じた。これによって八部衆の中でも顔の下半分が見える姿となる。夜叉と鳩槃荼は弟。
烏黒一族
斎女衆を守る戦闘集団。斎女衆と異なり戦闘を専門としているため、秘術を使う訓練は受けていない。
財蓮
烏黒一族の頭領。「生地蔵」とも呼ばれる。盲目で四肢も無いが、神通力を持つ。

### シャクティ教団
カルメン、キリー、アヴァ
「シャングリ・ラ」のメンバー。シンシアと同じくシャクティ教団の幹部にして広告塔で、他の信者と同様に超常の能力を持つが、いずれもシンシアには及ばない。
カルメンは褐色の肌（スクリーントーンが貼ってある）でドラムス担当。
キリーはメガネをかけており、キーボード担当。
アヴァはベース担当。
淫魔九壬
羅刹（ラークシャサ）の血族であり、それぞれが強力な超常の力を持つ。
フリッツ=ワルター
姉と2人でひとつの身体を共有する男。由麻・将介との戦いで姉を失うも新たな相方を与えられ再戦する。しかし、心の底では互いに信頼が無く、意志の不一致を意識させられたことで能力のコントロールが効かなくなり、沈む船の中で身動きが取れないまま溺死して自滅した。
ダルバ
「シャングリ・ラ」のマネージャーを務めるサングラスの男。武術の達人でもあり、その目を見た者は、彼の幻覚世界に取り込まれる。
ニーヤカシプ
「羅刹医師」。カシプと呼ばれることも多い。人体破壊を目的にしたような人体改造で人間を怪物に改造するなど、数多くの凶行に手を染めてきた嗜虐的な人物。
ジャラ
メガナダ
斎女の里を襲撃した男の一人。岩石を自在に変質させ、人を半ば岩石に埋め込むような形で拘束したり、そのまま岩石を体内に浸食させ殺害することもできる。
ヒディム
斎女の里を襲撃した男の一人。幽体化の能力を持ち、自在に他人にとり憑いて、その肉体を支配することができる。将介に取りついて支配するが、神性に目覚めた将介の膨大なエネルギーに霊体を焼き尽くされてしまう。
尸娘（シーニャ）
シンシアに似た外見と赤い眼を持つ死人。多くの女性を医療的殺人手段で抹殺し、その肉体を整形させる形で量産され、生ける性人形としてヤクザや暴力団幹部にばらまく事で、ハニートラップに用いられていた。
坂田ひとみ（さかた ひとみ）
兄と兄妹以上の関係になり、その兄を追って教団へ入信した少女。学業成績も運動神経も悪い凡庸な少女だが、他者への依存心が強く、そこから派生した「他者に自分を守らせる」能力を持つ。彼女の能力の影響を受けた者は自発的に、自らの命も顧みず彼女を護ろうとする。その能力を利用し、教団が斎女の里を襲撃する際に霊的な囮にされ、里のあらゆる神霊的な防御を無効化した。
坂田仁志（さかた ひとし）
妹と関係を持ったことを悩み教団へ入信した青年。周囲の誰からも好かれ学生時代から成績優秀だったことと、妹と交わり能力に目覚めたことで教団の上級信徒となる。自身を追って入信した妹の能力を利用し、幹部の地位を狙っている。

### その他
マルチナ=ノイブランデン
ドイツ外交官の娘で日本の大学に通っている。獣人ウイルスに感染するも発症しない体質故、特効薬開発に協力することになる。
西岡登（にしおか のぼる）
理学博士。神戸霊長類センター所長。獣人症を研究し、そのメカニズムと抑止手段を発見する。

## 用語・世界設定
斎女衆（ときめしゅう）
名家や有力者の子弟の下へ出向き、性技を通じて当主の超常の力を開花させて日本の霊的国防力を高める事で、古代より裏から日本を支えてきた巫女集団。厳しい修行と選抜の果てに斎女として選ばれると「斎女の里」と呼ばれる隠れ里から名家旧跡に派遣される。その際には堂に籠もって眠りに落ちた後、本人が生まれた日本各地の「影寺」に運ばれ、そこから出発する。
派遣された斎女は役目を終えると子種を宿して影寺に帰って出産し、そこで三歳まで子供を育てた後およそ三十歳で自ら命を絶つが、その魂は先代の斎女たちとともに霊的なバリアとなって斎女の里を守る。これは強制ではなく、還俗する者や長生きして長老になる斎女もいると由麻は説明するが、説明を受けた将介はそれに疑問を感じている。
性技のみならず武術・験術も学んでおり、一般人とは一線を画す能力を持つ。年頃になると「馴俗の行」と呼ばれる外界に慣れる修行も行う。この修行では外界の男性を誘惑して精力を吸うことも求められ、見た目に関わらず生命力に富んだ男性を見極められるかどうかが昇進試験の結果にも関わる。斎女として選ばれなかった者もそのまま寺で何らかの職に就きながら修行を続ける。
基本的に女児しか生まれず、男児は総領となる女性の誕生の前に予兆として生まれるのみである。
シャクティ財団（シャクティざいだん）
ヨーガの秘術による超人化を売りとするカルト「シャクティ教団」の母体。獣人ウイルスによって既存の社会構造を破壊し、自分たちだけの世界を創ろうとしていた。
斎女衆が派遣された家で暮らしながら、対象となる人物をマンツーマンで導くのに対して、素養の高い信者に通り一遍の指導をして行に入らせている。行の最中に少しでもバランスを崩せば自滅するという危険極まりないやり方であり、そんなやり方でも能力者を増やす方式を取っている。
魔醯首羅（まけいしゅら）
由麻が「運命の相手」として探している、神の力を持った男性のこと。本義は大自在天の異名であり、ヒンドゥー教のシヴァ神である。
淫獣
教団が使う道具で一方的に潜在能力を引き出された人間。理性はほぼ失われており、術者の命令は辛うじて聞く。技術的には斎女衆でも可能だが、身体的にも無理があるため基本的には使わない。
獣人ウイルス
シャクティ教団がばら撒いているウイルス。感染者は心理的ストレスが掛かるほど発症しやすくなり、最終的には理性も何もないケダモノになる。一般の信者も多くは感染しており、教団の行うクンダリニー浴によって発症を抑えられているが、教団上位者の指示ひとつで発祥したり脱走者であっても上位者に危害を加えられないため、そのストレスが極まった場合も発症していた。
獣人ウィルスと地脈から引き出した力で怪物化させた存在を「人にとっての脅威」とすることで大破壊後の指導者層となるのが教団の目的だった。